# Bandiagara
Bandiagara je maleni grad u malijskoj pokrajini Mopti, istočno od grada Moptija i oko 63 km od raškršća Sévaré. U gradu obitava oko 25.000 stanovnika iz više etničkih skupina: Dogoni, Fulbe, Bamana i Mandinka. Ime mu na jeziku Dogona znači "velika zdjela" po lokalnim zdjelama za ručavanje, ali i obliku slavnih Bandiagarskih litica.
Prema predaji grad je osnovao Dogonski lovac, Nangabanu Tembély, 1770. godine. God. 1864., nećak i nasljednik velikog vladara Toucouleura El Hadj Umar Talla, Tidiani Tall, je odabrao Bandiagaru za prijestolnicu Toucouleurskog carstva.

## Litice Bandiagare
Litice Bandiagare su upisane na UNESCO-ov popis mjesta svjetske baštine u Africi kao "jedan od najdojmljivijih afričkih krajolika litica i pješčanih visoravni s prekrasnom dogonskom arhitekturom (kuće, žitnice, oltari, svetišta i toguna, tj. seoske vijećnice)". U ovom području su sačuvane brojne društvene tradicije (maske, festivali, rituali i ceremonije obožavanja predaka) u geološki i arheološki jako značajnom krajoliku.
Litice pješčenjaka se uzdižu oko 500 metara iznad pješčane doline na jugu i imaju duljinu od oko 150 km do planine Hombori Tondo. Ona je svojom visinom od 1.115 m najviši vrh Malija i odatle započinje gorje Grandamia. Litice su većinom naseljene narodom Dogoni koji su zamijenili starija naselja Tellema i Toloya. Tellemi su bili primorani žvijeti u skloništima na liticima, krijući se od Dogona ali i od sezonskih poplava, i tu su ostavili brojna blatna naselja (kao što je selo Kani Bonzon) i slike na stijenama.
Zbog porasta turizma u ovom području izgrađena je novi autoput koji ugrožava lokalnu tradicionalnu kulturu
- Tržnica Bandiagare
- Toucouleurska kuća iz 19. st.
- Dogonsko selo na liticama Bandiagare
- Dogonsko selo
- Dogonska džamija i minaret od blata ispred Tellemskog naselja